# Nazionale maschile di roller derby dell'Irlanda
La nazionale di roller derby maschile della Irlanda è la selezione maggiore maschile di roller derby, il cui nickname è Team Ireland, Team All-Ireland o Irish Free Skate, che rappresenta l'Irlanda nelle varie competizioni ufficiali o amichevoli riservate a squadre nazionali. Si è classificata decima nel campionato mondiale di roller derby maschile 2014.

## Risultati
Legenda: Grassetto: Risultato migliore, Corsivo: Mancate partecipazioni

## Dettaglio stagioni

### Amichevoli
| Stagione | Vin | Par | Per | Tot | PF  | PS  | avversaria                   |
| -------- | --- | --- | --- | --- | --- | --- | ---------------------------- |
| 2014     | 1   | 0   | 1   | 2   | 355 | 296 | Quads of War, Scozia         |
| 2015     | 1   | 0   | 1   | 2   | 292 | 635 | New Wheeled Order, Finlandia |
|          |     |     |     |     |     |     |                              |
| Totale   | 2   | 0   | 2   | 4   | 647 | 931 |                              |

### Tornei

#### Mondiali
| Stagione | regular season | regular season | regular season | regular season | regular season | regular season | playoff | playoff | playoff | playoff | playoff | playoff   | playoff    |
|          | Vin            | Par            | Per            | Tot            | PF             | PS             | Vin     | Per     | Tot     | PF      | PS      | risultato | avversaria |
| -------- | -------------- | -------------- | -------------- | -------------- | -------------- | -------------- | ------- | ------- | ------- | ------- | ------- | --------- | ---------- |
| 2014     | 1              | 0              | 2              | 3              | 157            | 278            | 2       | 1       | 3       | 795     | 391     | Decima    | Finlandia  |
| 2016     |                |                |                |                |                |                |         |         |         |         |         |           |            |
|          |                |                |                |                |                |                |         |         |         |         |         |           |            |
| Totale   | 1              | 0              | 2              | 3              | 157            | 278            | 2       | 1       | 3       | 795     | 391     |           |            |

#### Battle of the Beasts
| Stagione | regular season | regular season | regular season | regular season | regular season | regular season | playoff | playoff | playoff | playoff | playoff | playoff   | playoff    |
|          | Vin            | Par            | Per            | Tot            | PF             | PS             | Vin     | Per     | Tot     | PF      | PS      | risultato | avversaria |
| -------- | -------------- | -------------- | -------------- | -------------- | -------------- | -------------- | ------- | ------- | ------- | ------- | ------- | --------- | ---------- |
| 2013     |                |                |                |                |                |                | 1       | 1       | 2       | 174     | 289     |           | Danimarca  |
|          |                |                |                |                |                |                |         |         |         |         |         |           |            |
| Totale   |                |                |                |                |                |                | 1       | 1       | 2       | 174     | 289     |           |            |

### Riepilogo bout disputati
| Anno | Luogo        | Evento                  | Fase del torneo           | Incontro                    | Risultato |
| 2013 | Valkenswaard | Battle of the Beasts II |                           | Inghilterra - Irlanda       | 254 - 35  |
| 2013 | Valkenswaard | Battle of the Beasts II |                           | Danimarca - Irlanda         | 35 - 139  |
| 2014 | Dublino      | The Cy-Clone Wars       |                           | Quads of War - Irlanda      | 185 - 161 |
| 2014 | Birmingham   | Mondiale                | Fase a gironi             | Francia - Irlanda           | 145 - 30  |
| 2014 | Birmingham   | Mondiale                | Fase a gironi             | Irlanda - Australia         | 65 - 111  |
| 2014 | Birmingham   | Mondiale                | Fase a gironi             | Irlanda - Germania          | 62 - 22   |
| 2014 | Birmingham   | Mondiale                | Primo turno consolazione  | Irlanda - Giappone          | 416 - 85  |
| 2014 | Birmingham   | Mondiale                | Semifinale 9º - 14º posto | Irlanda - Germania          | 216 - 74  |
| 2014 | Birmingham   | Mondiale                | Finale 9º - 10º posto     | Finlandia - Irlanda         | 232 - 163 |
| 2014 | Greystones   | Amichevole              |                           | Irlanda - Scozia            | 194 - 111 |
| 2015 | Urmston      | Amichevole              |                           | New Wheeled Order - Irlanda | 412 - 51  |
| 2015 | Belfast      | Amichevole              |                           | Irlanda - Finlandia         | 241 - 223 |
| 2016 | Cardiff      | Amichevole              |                           | Galles - Irlanda            |           |

## Confronti con le altre Nazionali
Questi sono i saldi dell'Irlanda nei confronti delle Nazionali incontrate.

### Saldo positivo
| Nazionale | Giocate | Vinte | Pareggiate | Perse | PF  | PS  | Ultima vittoria | Ultimo pari | Ultima sconfitta |
| --------- | ------- | ----- | ---------- | ----- | --- | --- | --------------- | ----------- | ---------------- |
| Giappone  | 1       | 1     | 0          | 0     | 416 | 85  | 2014            | -           | -                |
| Germania  | 2       | 2     | 0          | 0     | 278 | 96  | 2014            | -           | -                |
| Danimarca | 1       | 1     | 0          | 0     | 139 | 35  | 2014            | -           | -                |
| Scozia    | 1       | 1     | 0          | 0     | 194 | 111 | 2014            | -           | -                |

### Saldo in pareggio
| Nazionale | Giocate | Vinte | Pareggiate | Perse | PF  | PS  | Ultima vittoria | Ultimo pari | Ultima sconfitta |
| --------- | ------- | ----- | ---------- | ----- | --- | --- | --------------- | ----------- | ---------------- |
| Finlandia | 2       | 1     | 0          | 1     | 404 | 455 | 2015            | -           | 2014             |

### Saldo negativo
| Nazionale   | Giocate | Vinte | Pareggiate | Perse | PF | PS  | Ultima vittoria | Ultimo pari | Ultima sconfitta |
| ----------- | ------- | ----- | ---------- | ----- | -- | --- | --------------- | ----------- | ---------------- |
| Inghilterra | 1       | 0     | 0          | 1     | 35 | 254 | -               | -           | 2013             |
| Francia     | 1       | 0     | 0          | 1     | 30 | 145 | -               | -           | 2014             |
| Australia   | 1       | 0     | 0          | 1     | 65 | 111 | -               | -           | 2014             |